# Compass Group
Compass Group plc è una multinazionale britannica di servizi di ristorazione a contratto con sede a Chertsey, in Inghilterra. È la più grande azienda di servizi di ristorazione a contratto in Europa, davanti a Sodexo, con oltre 500.000 dipendenti. Serve pasti in luoghi diversi tra cui uffici e fabbriche, scuole, università, ospedali, importanti luoghi sportivi e culturali, campi minerari, strutture penitenziarie e piattaforme petrolifere offshore.
Compass Group è quotato alla Borsa di Londra e fa parte dell'indice FTSE 100. È anche una società Fortune Global 500.

## Storia
Compass Group ha le sue origini in una società fondata da Jack Bateman nel 1941 come Factory Canteens Limited e che successivamente divenne nota come Bateman Catering. Bateman Catering e Midland Catering furono acquisite dal conglomerato Grand Metropolitan rispettivamente nel 1967 e nel 1968; seguì un management buy-out da Grand Metropolitan nel 1987 quando fu formato Compass Group.
Compass Group è stato quotato per la prima volta alla Borsa di Londra nel 1988. Nel 1996 è stata lanciata negli Stati Uniti Eurest per fornire servizi di ristorazione.  Compass Group ha in seguito acquistato Morrison Management Specialists e poi si è fusa con Granada plc come parte di una strategia pianificata per separare gli interessi dei media e della ristorazione di quest'ultima. Le due società si sono scisse nel febbraio 2001 per formare Compass plc e Granada Media. Nel 2005 era diventata la più grande azienda di catering del mondo.
Compass Group ha poi venduto le sue attività di ristorazione su strada e di viaggio per un totale di 1,82 miliardi di sterline nell'aprile 2006. La transazione includeva la vendita di 43 aree di servizio autostradali Moto alla Macquarie Bank australiana per circa 600 milioni di sterline. L'attività di concessioni di viaggio Select Service Partners (SSP) di Compass è stata venduta a società controllate dalla società di private equity EQT Partners, per una cifra stimata di 1,2 miliardi di sterline.
Compass Group PLC ha effettuato ulteriori acquisizioni nel 2009, tra cui Kimco negli Stati Uniti e Plural in Germania.
A giugno 2019, Compass Group PLC annuncia di aver firmato un accordo con Fazer Group, un FMCG internazionale a conduzione familiare e diretto al gruppo di consumatori, per l'acquisizione di Fazer Food Services.